# Леон Жек
Леон Жек (фр. Léon Jeck, 9 лютого 1947, Анс — 24 червня 2007, Серен) — бельгійський футболіст, що грав на позиції захисника.
Виступав, зокрема, за «Стандард» (Льєж), з яким став триразовим чемпіон Бельгії та дворазовим володарем Кубка Бельгії, а також національну збірну Бельгії, у складі якої був учасником чемпіонату світу 1970 року.

## Клубна кар'єра
У дорослому футболі дебютував 1964 року виступами за команду «Стандард» (Льєж), в якій провів десять сезонів, взявши участь у 180 матчах чемпіонату. За цей час тричі поспіль (1969—1971) виборював титул чемпіона Бельгії і двічі поспіль Кубок Бельгії в 1966 і 1967 роках.
Завершив ігрову кар'єру у команді «Уніон Сент-Жілуаз», за яку виступав протягом сезону 1974/75 років у другому дивізіоні країни.

## Виступи за збірну
7 квітня 1968 року дебютував в офіційних матчах у складі національної збірної Бельгії в товариській грі проти Нідерландів (2:1).
У складі збірної був учасником чемпіонату світу 1970 року у Мексиці, на якому зіграв у двох матчах своєї збірної — проти СРСР (1:4) та Мексики (0:1), а збірна не подолала груповий етап.
Загалом протягом кар'єри у національній команді, яка тривала 3 роки, провів у її формі 11 матчів.
Помер 24 червня 2007 року на 61-му році життя від легеневої емболії.

## Титули і досягнення
- Чемпіон Бельгії (3):

«Стандард» (Льєж): 1968–69, 1969–70, 1970–71
- Володар Кубка Бельгії (2):

«Стандард» (Льєж): 1965–66, 1966–67